# Type 93 (missile)
Le Type 93 (93式近距離地対空誘導弾) ou Kin-SAM est un missile sol-air utilisé par la Force terrestre d'autodéfense japonaise. Il s'agit d'une version motorisé du MANPADS Type 91 (en) developpé au 1991 par la firme Toshiba. 
Il est connu dans les rangs JSDF sous le nom de Hand Arrow.

## Description

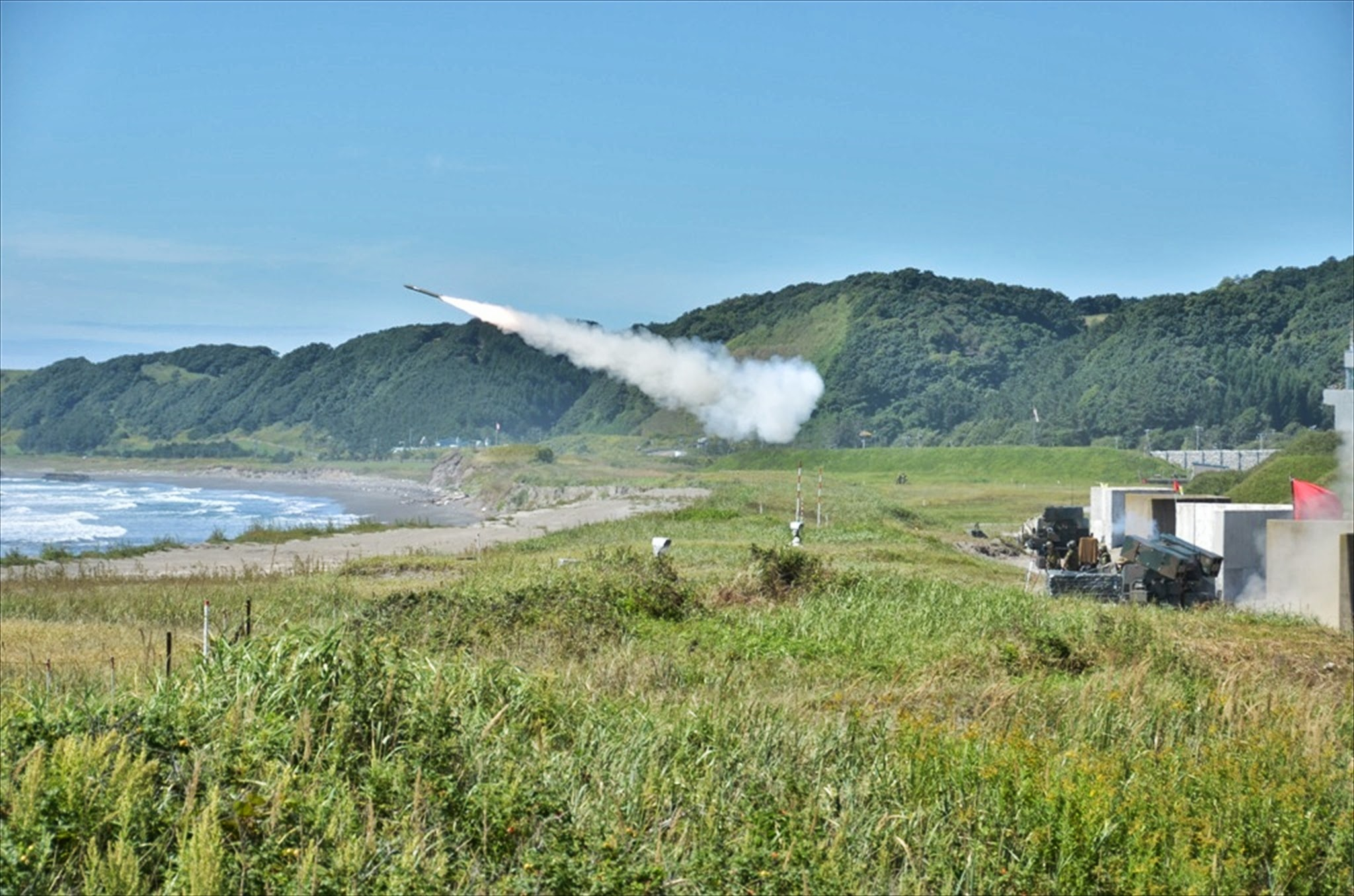
Tir d'un missile en 2013.

Il a été déployé pour la première fois en 1993, en raison de la nécessité de remplacer les canons antiaériens L-90 de 35 mm en service dans la JGSDF. Il est généralement déployé sur un véhicule modifié BXD10 Kōkidōsha 4x4 (version militaire du Toyota Mega Cruiser (en)). Il est équipé avec une tourelle installée sur le toit avec deux lanceurs contenant 4 missiles chacun soit 8 missiles prêt à tirer. Il est souvent comparé au AN/TWQ-1 Avenger américain pour leur grande ressemblance physique mais le Type 93 utilise des missiles plus récents.
Il a été conçu pour abattre des cibles volant à très basse altitude et pour fournir une défense aérienne courte portée aux unités près de la ligne de front.
Comme le missile utilise le guidage infrarouge et le guidage par imagerie, il peut attaquer des cibles équipées de méthodes de brouillage infrarouge. Une caméra TV, un capteur infrarouge, un boîtier contenant un désignateur laser et une antenne d'identification ami ou ennemi sont placés entre les lanceurs. Le dispositif de commande de tir, qui est généralement placé sur le tableau de bord côté passager, peut être retiré et utilisé à l'extérieur du véhicule, permettant au tireur d'être plus en sécurité en s'éloignant du dispositif de tir. Le dispositif de contrôle de tir dispose d'un joystick et d'un moniteur pour le contrôle. Il ne possède pas son propre radar puisque sa mission est d'engager des cibles à basse altitude situées directement au-dessus de lui. Il peut également obtenir des informations de combat auprès d'un centre de commandement supérieur.
Trois personnes peuvent entrer à l'intérieur du véhicule, mais la personne assise au milieu entre les sièges conducteur et passager (généralement le commandant de bord) n'a pas d'espace pour se dégourdir les jambes et doit toujours maintenir une posture avec ses genoux dans ses bras. Le casque du chef d'équipe de tir est équipé de lunettes spéciales liées au lanceur et lui permettant de voir la cible. Un petit écran est installé devant un œil de l'opérateur ce qui lui permet de disposer de plus d'informations.
Au cours de l'année 2008, les achats s'étaient terminés avec un total de 113 véhicules.

## Voir également
- Type 03 Chū-SAM
- Type 81 (missile)
- Type 11 (missile)
- AN/TWQ-1 Avenger
- Gibka-S